# Maria Margarethe Kirch
Maria Margarethe Kirch född Winckelmann 25 februari 1670 i Leipzig, död 29 december 1720 i Berlin, var en tysk astronom, och en av de första kända astronomerna under sin tid.

## Uppväxtåren
Kirch undervisades tidigt av sin far, som var evangelisk-luthersk präst. Fadern ansåg att hon förtjänade en utbildning likvärdig den som erbjöds pojkar. Efter faderns bortgång fortsatte en släkting att undervisa henne. 
Då Kirch vid tidig ålder intresserade sig för astronomi tog hon tillfället i akt att studera med Christoph Arnold, en självlärd astronom som var bonde i Sommerfeld, nära Leipzig. Hon blev Arnolds inofficiella lärling och senare hans assistent och bodde även tillsammans med honom och hans familj.

## Karriär
Genom Arnold träffade hon astronomen och matematikern Gottfried Kirch, en av de mest berömda tyska astronomerna under denna tid. Trots att Kirch var 30 år äldre, gifte de sig 1692 och fick senare fyra barn vilka alla följde i sina föräldrars fotspår genom att studera astronomi.
Gottfried Kirch utbildade henne vidare inom astronomi, tillsammans med hennes syster och andra studenter. Eftersom kvinnor under denna tid inte tilläts studera vid universiteten, leddes en stor del av arbetet utanför universitetet.
Makarna Kirch arbetade tillsammans som ett team, även om hon främst betraktades som hans assistent snarare än som hans jämlike. Tillsammans gjorde de observationer och utfärdade kalkyleringar för att producera kalendrar och efemerider.
Informationen som samlades in av paret Kirch användes för att producera kalendrar och almanackor som även var mycket användbara vid navigering. Den Preussiska vetenskapsakademien i Berlin skötte försäljningen av deras kalendrar, vilka innehöll information om månens faser, solens upp- och nedgång, förmörkelser samt solens och andra planeters position.
Den 21 mars 1702, medan Maria gjorde sina regelbundna nattliga observationer, upptäckte hon en tidigare okänd komet, den så kallade "Kometen 1702" (C/1702 H1), vilket gjorde Maria Kirch till den första kvinnan att göra en upptäckt av detta slag.
Kometen uppkallades dock inte efter henne liksom var fallet med de flesta andra nyligen upptäckta kometer. Gottfried tog åt sig äran för dess upptäckt, något han kan ha gjort i rädsla för att bli förlöjligad om sanningen kom fram. Det är troligt att Maria inte kunde ha tagit åt sig äran då hon enbart publicerades på tyska samtidigt som det språk som föredrogs av tyska vetenskapsmän under denna tid var latin, ett faktum som hindrade henne från att bli publicerad i den enda vetenskapliga tidskriften, Acta Eruditorum, i Tyskland under denna tid. Gottfried erkände senare sanningen beträffande upptäckten år 1710, men kometen uppkallades aldrig efter Maria.
Maria fortsatte sitt viktiga arbete inom astronomi och publicerades på tyska under sitt eget namn. Hennes publikationer som innehöll hennes observationer om Aurora Borealis (1707), pamfletten Von der Conjunction der Sonne des Saturni und der Venus om solens konjunktion med Saturnus och Venus (1709), och den nalkande konjunktionen av Jupiter och Saturnus 1712 blev hennes bestående bidrag till astronomin. Den senare innehöll både astrologiska och astronomiska observationer och vissa har hävdat att det främst handlade om astrologi. Ordföranden i Vetenskapsakademin i Berlin, Alphonse des Vignoles, sade i hennes lovtal  "Fru Kirch ställde horoskop på förfrågan av hennes vänner, men alltid mot hennes vilja, och för att inte vara otrevlig"

## Som änka
Efter att Gottfried gått bort i Berlin den 25 juli 1710, försökte Maria ta sin mans plats som astronom och kalendertillverkare vid den Kungliga vetenskapsakademin genom att säga att hon hade utfärdat större delen av hans arbete under tiden han varit sjuk. Den kungliga vetenskapsakademin vägrade dock låta henne överta tjänsten. Den enda person som stöttade Maria var akademiens preses Gottfried von Leibniz, som länge hade uppmuntrat henne i sitt arbete. 
Kirch ansåg att hennes ansökan avslogs på grund av hennes kön. Detta stöds av det faktum att Johann Heinrich Hoffmann, som hade liten erfarenhet, utnämndes till makens efterträdare. Hoffmans arbete släpade snart efter och han misslyckades med att göra begärda observationer. Det var till och med föreslaget att Maria Kirch skulle bli anställd som hans assistent. Maria skrev: Nu går jag genom en bister öken, och på grund av detta ... vatten är en bristvara ...smaken är bitter.
Hon var dock ledamot av den tyska vetenskapsakademien i Berlin.
1711 publicerade hon Die Vorbereitung zug grossen Opposition, en väl mottagen pamflett. I denna förutspådde hon en ny komet, vilket följdes av en pamflett om Jupiter och Saturnus och som var emot en blandning av astronomiska kalkyleringar och astrologiskt material. 
1712 accepterade Maria Kirch stödet från en familjevän, baron Bernhard Friedrich von Krosigk, som var en entusiastisk amatörastronom och hon började arbeta i hans observatorium. Hon utbildade sin son och sina döttrar att arbeta som sina assistenter och fortsätta familjens astronomiska arbete. Arbetet var att producera kalendrar och almanackor samt att göra observationer.
Efter att baron von Krosigk dog 1714 flyttade Maria Kirch till Danzig för att assistera en matematikprofessor en kort tid innan hon återvände. 1716 fick hon ett erbjudande om att arbeta för den ryska tsaren, Peter den store, men föredrog att stanna i Berlin där hon fortsatta att kalkylera kalendrar.
1716 blev Maria assistent åt sin son Christfried som anställdes som direktör på Berlins observatorium vid den kungliga vetenskapsakademin. Akademins medlemmar klagade på att hon tog en alltför framträdande roll vid observatoriet och de begärde att hon skulle bete sig som en assistent och hålla sig i bakgrunden. Maria vägrade göra detta och var tvungen att avgå och återlämna sin bostad vilken var belägen på observatoriets ägor.
Maria fortsatte arbeta privat men hennes hälsotillstånd försämrades vilket ledde henne att till slut överge allt astronomiskt arbete. Hon dog i Berlin 29 december 1720. Hennes tre döttrar fortsatte mycket av hennes arbete efter hennes död och assisterade sin bror i hans arbete som direktör.

## Eftermäle
Asteroiden 9815 Mariakirch är uppkallad efter henne.